# Хантингтон, Элсуорт
Элсуорт Хантингтон (англ. Ellsworth Huntington; 16 сентября 1876, Гейлсберг — 17 октября 1947, Нью-Хейвен) — американский географ, педагог. Профессор Йельского университета (1907‒1917).

## Биография
Окончил Гарвардский университет. В 1897—1901 годах преподавал в Колледже Евфрата в г. Элязыг на востоке Турции. В 1901 году исследовал каньоны реки Евфрат в Турции. В 1903 году участвовал в экспедиции Р. Пумпелли и Барретта (1905—1906) в Центральную Азию. Описал свои путешествия по Центральной Азии в книге «Пульс Азии» (1907).
Преподавал курс географии в Йельском университете с 1907 по 1917 год. Руководил экспедицией Йельского университета в Палестину и Азию (1909). Будучи научным сотрудником Института Карнеги, Вашингтон (округ Колумбия) (1910—1913), провёл климатические исследования США, Мексики и Центральной Америки.
Сторонник идей географического детерминизма и геополитики. Проводил исследования в Центральной Азии, на Ближнем Востоке, в Северной и Центральной Америке.
Известен своими исследованиями по экологическому детерминизму / климатическому детерминизму, экономическому росту и экономической географии.
В трудах «Цивилизация и климат» (1915), «Движущие силы цивилизации» (1945) и других Э. Хантингтон пытался объяснять различиями в природных условиях (прежде всего в климате) господствующее положение «белого» населения стран, расположенных в умеренном поясе, над «цветными» народами тропических стран.
В начале XX века, подобно Монтескьё, утверждал, что различия в человеческом прогрессе, в основном, объясняются разницей между умеренными и тропическими климатическими зонами. Прежние обитатели умеренных зон были вынуждены более напряжённо работать в течение более короткого вегетационного периода, чтобы сделать запасы на зиму. Они пользовались преимуществами климата, побуждающего к активности и к энергичным действиям. У них должно было быть крепкое жильё, а для защиты от холода нужно было находить и запасать топливо. Все это приводило к тому, что труд и сбережения дополнительно вознаграждались; кроме того, эти условия поощряли сотрудничество между людьми.
Те же, кто жил в тропиках, пользовались комфортной возможностью круглый год получать урожай либо собирать пищу, выросшую в естественных условиях. Жилище должно было защищать только от дождя. Однако эта лёгкость, с которой можно было обеспечивать себе питание и кров, и расслабляющий климат воспитывали в людях леность и инертность. И вдобавок природная среда, способствующая плодородию, предоставляла благоприятные условия и для болезней.
Э. Хантингтон был президентом Экологического общества Америки (1917), Ассоциации американских географов (1923) и президентом Совета директоров Американского общества евгеников (1934—1938).

## Избранные труды
- Palestine and Its Transformation (1911)
- The Pulse of Asia: A Journey in Central Asia Illustrating the Geographic Basis of History (1907)
- "Changes of Climate and History, " American Historical Review Vol. 19, No. 2 (Jan., 1913), pp. 213—232 in JSTOR
- The climatic factor as illustrated in arid America, Wash., 1914;
- "Climatic Change and Agricultural Exhaustion as Elements in the Fall of Rome, " Quarterly Journal of Economics Vol. 31, No. 2 (Feb., 1917), pp. 173—208 in JSTOR
- The Red Man’s Continent: A Chronicle of Aboriginal America (1919)
- World-power and Evolution (1919)
- Climatic Changes with Stephen Sargent Visher (1922)
- The Character Of Races (1924) ISBN 0-405-09955-X
- Civilization and climate, 3 ed., New Haven, 1924;
- Principles of human geography, 3 ed., N. Y., 1924 (совместно с S. W. Gushing);
- West of the Pacific (1925)
- Human Habitat (1927)
- "Agricultural Productivity and Pressure of Population, " Annals of the American Academy of Political and Social Science Vol. 198, Present International Tensions (Jul., 1938), pp. 73-92 in JSTOR
- Principles of Human Geography (with S. W. Cushing, 5th ed. 1940)
- "The Geography of Human Productivity, " Annals of the Association of American Geographers Vol. 33, No. 1 (Mar., 1943), pp. 1-31 in JSTOR
- Mainsprings of civilization N. Y., 1945.